# حوراء
حوراء نام بندری است تاریخی در عربستان و بخش تبوک و در نزدیکی املج که قرون اول اسلامی بنا شد که طی قرون بعد تبدیل به یکی بنادر مهم منطقه شد.